# Henning Malmström

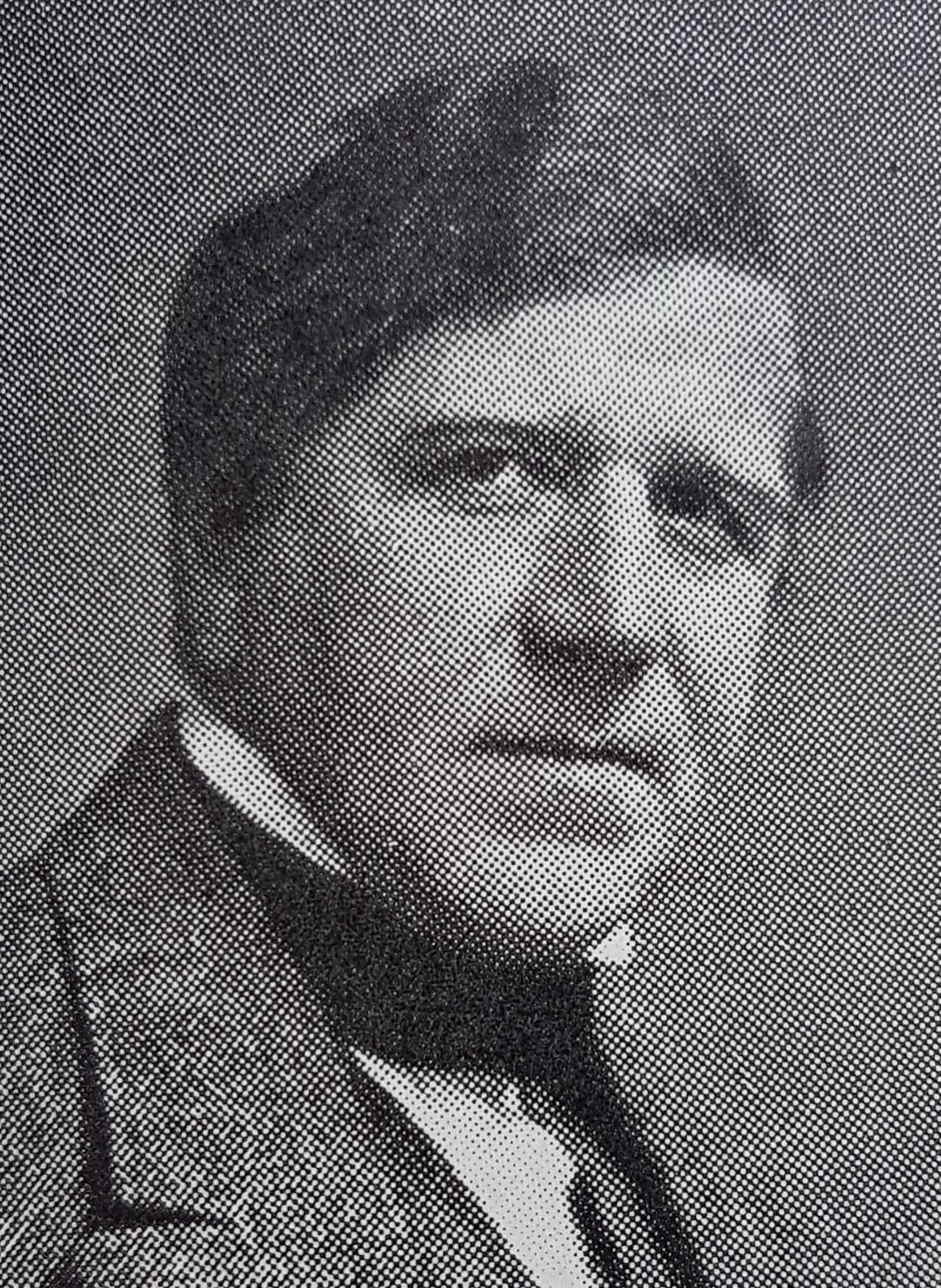
Henning Malmström

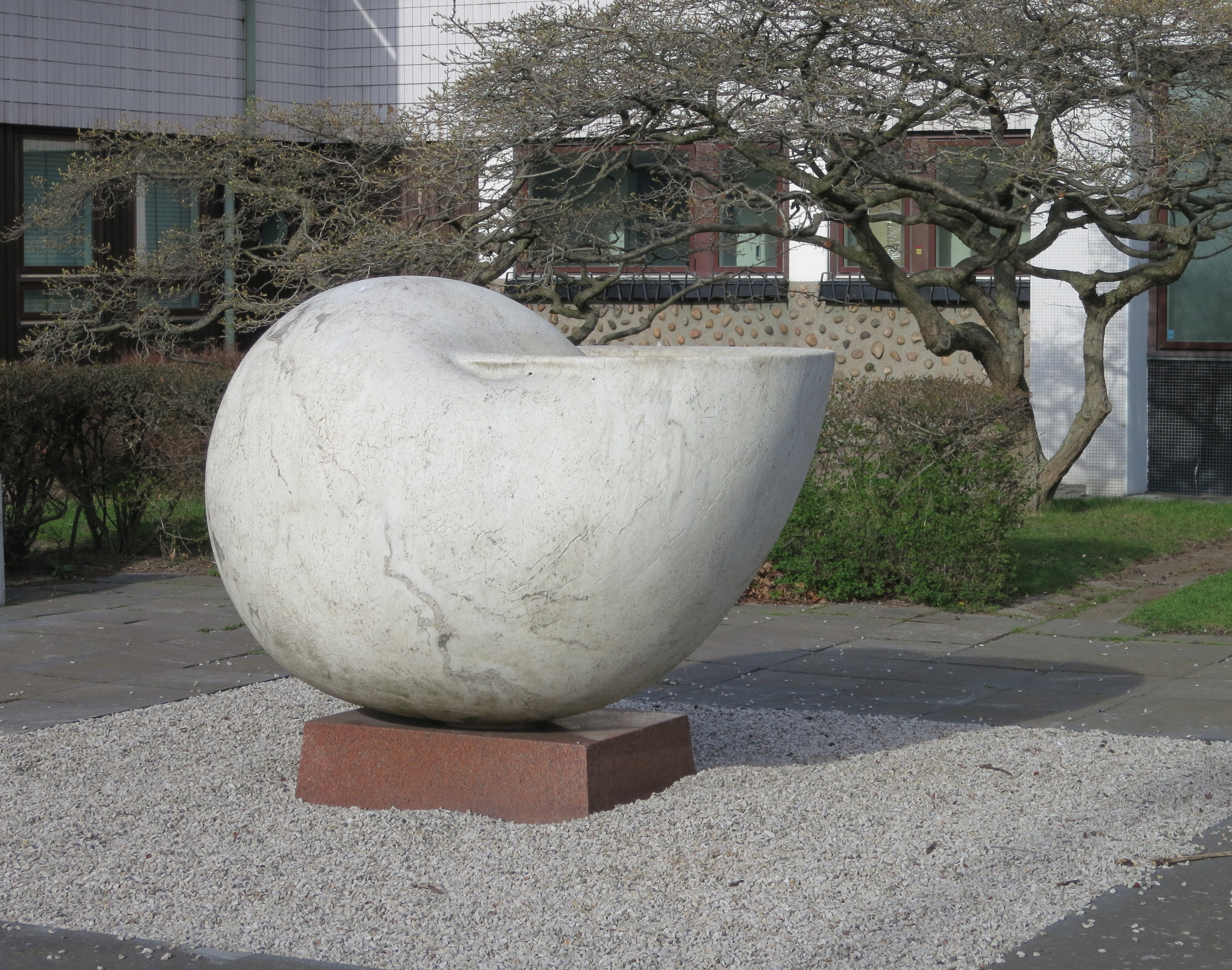
Fontänen Snäckan utförd i marmor av Henning Malmström 1956.

Johan Henning Malmström, född 12 augusti 1890 i Malmö, död 1 mars 1968 i Husie, var en svensk målare och skulptör.
Han var son till musikfanjunkaren Johan Malmström och Mathilda Roslund. Redan under skolåren uppmärksammades hans förmåga att teckna och måla porträtt och hans lärare och Anders Trulson uppmuntrade honom att studerade konst. Efter avslutad skolgång for han till Köpenhamn där han studerade teckning för Gustav Vermehrens och vid Johan Rohdes målarskola därefter bedrev han självstudier under resor till bland annat Tyskland, Italien och England. Han debuterade i en utställning med Skånska konstnärslaget 1908 och medverkade därefter regelbundet i Skånes konstförenings utställningar efter dess tillkomst 1914. Tillsammans med Ossian Gyllenberg och Helge Kemner ställde han ut Lunds universitets konstmuseum 1922. Han medverkade i samlingsutställningar med Sveriges allmänna konstförening och Riksförbundet för bildande konst samt var representerad vid en vandringsutställning i Amerika. Bland hans offentliga arbeten märks fontänen Snäckan i Badhusparken i Malmö. Hans konst består av blomsterstilleben och ett flertal porträtt där han från början arbetade i olja men han övergick omkring 1924 till att nästan bara arbeta i pastell. Malmström är representerad med ett porträtt av Bo Bergman vid  Moderna museet i Stockholm, Malmö museum, Helsingborgs museum, Landskrona museum , Kulturen i Lund och med ett självporträtt i Stiftelsen Tomelilla konstsamling samt i Statens porträttsamling på Gripsholms slott. Han är begravd på Sankt Pauli mellersta kyrkogård i Malmö.